# Lisbon (Ohio)
Lisbon es una villa ubicada en el condado de Columbiana en el estado estadounidense de Ohio. En el Censo de 2010 tenía una población de 2821 habitantes y una densidad poblacional de 645,64 personas por km².

## Geografía
Lisbon se encuentra ubicada en las coordenadas 40°46′31″N 80°45′46″O / 40.77528, -80.76278. Según la Oficina del Censo de los Estados Unidos, Lisbon tiene una superficie total de 4.37 km², de la cual 4.37 km² corresponden a tierra firme y (0%) 0 km² es agua.

## Demografía
Según el censo de 2010, había 2821 personas residiendo en Lisbon. La densidad de población era de 645,64 hab./km². De los 2821 habitantes, Lisbon estaba compuesto por el 97.38% blancos, el 1.13% eran afroamericanos, el 0.18% eran amerindios, el 0.18% eran asiáticos, el 0% eran isleños del Pacífico, el 0.21% eran de otras razas y el 0.92% pertenecían a dos o más razas. Del total de la población el 1.17% eran hispanos o latinos de cualquier raza.